# Nickel Chand
Nickel Nishal Chand (28 de julho de 1995) é um futebolista fijiano que atua como meia-atacante, atualmente defende o Suva FC.

## Carreira
Nickel Chand ele fez parte do elenco da Seleção Fijiana de Futebol nas Olimpíadas de 2016.